# آسیاب اول دیل
آسیاب اول دیل مربوط به سده‌های میانه دوران‌های تاریخی پس از اسلام است و در شهرستان گچساران، بخش مرکزی، دهستان بویر احمد گرمسیری، روستای دیل واقع شده و این اثر در تاریخ ۶ اسفند ۱۳۸۵ با شمارهٔ ثبت ۱۷۵۵۱ به‌عنوان یکی از آثار ملی ایران به ثبت رسیده است.